# Andrew Martin (scrittore)
Andrew Martin (York, 6 luglio 1962) è uno scrittore e giornalista britannico.

## Biografia
Nato nel 1962 a York, dopo la laurea in legge all'Università di Oxford, è diventato barrister.
A partire dal suo esordio nel 1998 con Bilton ha pubblicato numerosi romanzi tra i quali si ricorda la serie gialla avente per protagonista il ferroviere Jim Stringer ambientati nell'Inghilterra di fine '700.
Giornalista per numerose testate quali l'Evening Standard, il Sunday Times, l'Independent e il Daily Telegraph, nel 2011 è stato insignito dell'Ellis Peters Historical Award per il romanzo The Somme Stations.

## Opere principali

### Serie Jim Stringer
- The Necropolis Railway (2002)
- L'espresso per Blackpool (The Blackpool Highflyer, 2005), Vicenza, Neri Pozza, 2006 traduzione di Seba Pezzani ISBN 88-545-0049-6.
- The Lost Luggage Porter (2007)
- Murder at Deviation Junction (2008)
- Death on a Branch Line (2008)
- The Last Train to Scarborough (2009)
- The Somme Stations (2011)
- The Baghdad Railway Club (2012)
- Night Train to Jamalpur (2014)

### Altri romanzi
- Bilton (1998)
- The Bobby Dazzlers (2002)
- The Yellow Diamant (2015)
- Soot (2017)
- The Martian Girl (2018)
- The Winker (2019)

### Saggi
- Funny You Should Say That: A Compendium of Jokes, Quips and Quotations from Cicero to the Simpsons (2006)
- How to Get Things Really Flat: A Man’s Guide to Ironing, Dusting and Other Household Arts (2008)
- Ghoul Britannia, Notes on a Haunted Island (2009)
- Underground, Overground: A Passenger’s History of the Tube (2012)
- Flight by Elephant, World War II's most Daring Jungle Mission (2013)
- Belles & Whistles, Five Journeys Through Time on Britain's Trains (2014)
- Night Trains, The Rise and Fall of the Sleeper (2017)

## Premi e riconoscimenti
- Ellis Peters Historical Award: 2011 per The Somme Stations